# Denise Parker
Denise Parker   (Salt Lake City, 12 de desembre de 1973) és una extiradora amb arc estatunidenca que va competir durant les dècades de 1980 i 1990.
Va destacar de ben jove i el 1987, amb tan sols 13 anys, ja va guanyar dues medalles d'or als Jocs Panamericans. En posteriors edicions d'aquests Jocs acabaria guanyant fins a 15 medalles, 12 d'ells d'or, rècord dins els arquers.
Durant la seva carrera esportiva va prendre part en tres edicions dels Jocs Olímpics. El 1988 va disputar els Jocs Olímpics de Seül, on va participar en dues proves del programa de tir amb arc. Va guanyar la medalla de bronze en la competició per equips, formant equip amb Deborah Ochs i Melanie Skillman, mentre en la prova individual fou vint-i-unena. Als Jocs de Barcelona de 1992 fou cinquena en la prova individual i vuitena en la competició per equips, mentre als Jocs de Sydneyde 1996 destaca la cinquena posició en la competició per equips.
En el seu palmarès també destaquen dues medalles de bronze al Campionat del món de tir amb arc.